# 허브 페녹
허버트 제프리스 페녹(Herbert Jefferis Pennock, 1894년 2월 10일 ~ 1948년 1월 30일)은 미국의 전 프로 야구 선수, 지도자이자 구단 프런트이다. 1912년부터 1934년까지 메이저 리그 베이스볼 (MLB)에서 선수로 뛰었으며, 유명 스타들이 즐비했던 1920년대 후반부터 1930년대 초반까지의 뉴욕 양키스 선수단의 일원으로 잘 알려져 있다.
1912년에 필라델피아 애슬레틱스의 코니 맥 감독의 제안으로 프로에 입단했지만, 두드러진 활약을 펼치지 못한 채로 경쟁력이 부족하다는 맥 감독의 판단에 따라 1915년 보스턴 레드삭스로 이적했다. 군복무를 마치고 돌아온 1919년부터 레드삭스에서 주전 선수로 발돋움했다. 1922년 시즌 후에 양키스로 이적한 뒤로 그곳에서 팀의 핵심 투수가 되어 팀이 월드 시리즈에서 4차례 우승하는 데 기여했다. 선수로서 은퇴한 후에는 레드삭스에서는 코치, 팜 시스템 관리자로, 필라델피아 필리스에서는 단장으로 일했다.
허브 페녹은 야구 역사상 가장 위대한 좌완 투수 중 한 명으로 평가받고 있다. 코니 맥은 페녹을 레드삭스에 보낸 것을 두고 나중에 자신이 저질렀던 가장 큰 실수였다고 회고했다. 페녹은 1948년 뇌출혈로 사망했으며 사후 같은 해에 미국 야구 명예의 전당에 헌액되었다.

## 어린 시절
허브 페녹은 1894년 2월 10일에 미국 펜실베이니아주 케넷 스퀘어에서 태어났다. 그의 아버지 시어도어 페녹(Theodore Pennock)과 어머니 메리 루이즈 페녹(Mary Louise Pennock, 결혼 이전의 성은 샤프(Sharp))은 스코틀랜드계 아일랜드인이자 퀘이커의 후손들이었다. 페녹의 조상들은 윌리엄 펜을 필두로 미국에 정착했다. 허브 페녹은 네 명의 자녀 중 막내였다.
페녹은 웨스트타운 스쿨과 세다크로프트 기숙학교를 다니며 야구를 했다. 그곳에서 1루수로 뛰면서 부족한 공격력과 공이 매번 휘어 날아가게 하는 약한 팔의 힘 때문에 어려움을 겪자, 세다크로프트의 코치는 그를 투수로 보직을 변경시켰다.

## 선수 경력

### 필라델피아 애슬레틱스
1910년의 어느 날, 허브 페녹은 당시 필라델피아 애슬레틱스의 코니 맥 감독의 아들이었던 포수 얼 맥과 배터리를 맞추어 노히터를 해냈다. 이날 경기 이후로 페녹은 애슬레틱스 구단과 계약하기로 구두로 동의했다. 1912년, 맥 감독은 일단 페녹이 애틀랜틱시티를 연고지로 하는 대학 야구 팀에서 뛰게 할 요량으로 그와 계약을 했는데, 페녹의 아버지는 페녹의 대학 입학 자격을 위해서는 가명으로 계약해야 한다고 요구하기도 했다. 한편 페녹은 여러 지역을 순회하는 니그로 리그 베이스볼 팀을 상대로 또다시 노히터를 기록했고, 그러자 맥 감독은 그를 애슬레틱스로 불러들였다. 맥 감독은 페녹이 에디 플랭크, 치프 벤더, 잭 쿰스와 같은 당대 스타 투수를 대체할 유망주의 역할을 하기를 기대했다.
페녹은 1912년 5월 14일 애슬레틱스의 유니폼을 입고 메이저 리그 데뷔전을 치렀으며, 이날 경기에서 4이닝을 던지며 1안타만 허용하는 투구를 펼쳤다. 페녹은 이해 시즌 아메리칸 리그 (AL)에서 나이가 가장 어린 선수였다. 과거 메이저 리그에서 활약했던 선수이자 페녹과 동향 사람이었던 마이크 그래디가 페녹을 잘 돌봐주었고, 치프 벤더는 그에게 스크류볼을 던지는 방법을 가르쳐 주었다.
페녹은 1913년 시즌의 대부분을 병으로 신음하며 보냈으나, 시즌 막바지에 선수단에 다시 합류할 수 있었다. 1914년 시즌에 페녹은 151+2⁄3이닝 동안 11승 4패, 2.79의 평균자책점을 기록했다. 소속팀 애슬레틱스는 1914년 월드 시리즈에 진출해 보스턴 브레이브스와 맞붙었는데, 이 시리즈에서 페녹은 3이닝 무실점 투구를 선보였으나 팀은 준우승에 머물렀다. 1915년 시즌에 들어서 맥 감독은 치프 벤더를 타팀으로 보내는 한편, 페녹을 개막전 선발투수로 낙점했다. 보스턴 레드삭스를 상대로 한 이 경기에서 페녹은 1피안타 완봉승을 거두었다. 그러나 해당 시즌 소속팀 애슬레틱스가 저조한 성적으로 어려움을 겪는 한편, 맥 감독은 페녹의 다소 냉담하고 무심한 플레이 스타일에 불만을 가졌다. 페녹을 두고 "의욕이 부족하다"고 꼬집은 맥 감독은 그를 보스턴 레드삭스에 2,500달러(오늘날 화폐 가치로 63,956달러)에 팔았다. 시간이 흐른 후 코니 맥은 이러한 선택이 자신이 저지른 가장 큰 실수였다고 회고했다.

### 보스턴 레드삭스
레드삭스 구단은 투수진이 매우 두터웠기에 페녹이 설 자리가 없었고, 구단 측은 1915년 8월에 그를 인터내셔널 리그의 프로비던스 그레이스에 임대하여 남은 시즌을 거기서 보내도록 했다. 1916년에는 레드삭스와 인터내셔널 리그의 버펄로 바이슨스에서 각각 시즌의 절반 정도를 뛰었다. 버펄로에서는 1.67의 평균자책점을 기록하며 괜찮은 성적을 기록했고, 소속팀은 페넌트 우승을 차지했다. 반면 레드삭스가 1915년과 1916년 월드 시리즈를 연달아 우승하는 동안, 페녹은 그중 어느 시리즈에서도 뛰지 못했다.
마이너 리그에서 시간을 보내면서 페녹은 점차 자신감을 되찾았다. 하지만 보스턴의 잭 배리 감독은 1917년 시즌에도 그를 드문드문 기용할 뿐이었고, 1918년에 페녹은 미국 해군에 징집되었다. 페녹은 복무 중에도 공을 놓지 않았는데, 스탬퍼드 브리지에서 조지 6세가 보는 앞에 치러진 해군과 육군과의 시범 경기에서 투구를 펼쳐 팀을 승리로 이끌었다. 이 경기 후 레드삭스에 새로 취임한 에드 배로 감독과 페녹이 1919년 시즌부터는 주전 선수로 뛰게끔 하는 새로운 계약을 제시해 이를 성사시켰다.

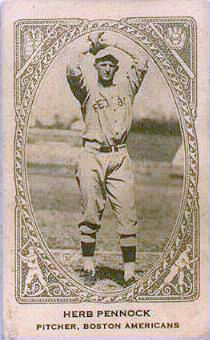
야구 카드에 담긴 허브 페녹의 모습.

페녹은 1919년 시즌에 들어서 4월과 5월에 각각 한 차례만 선발 기회를 보장받았고, 소속팀 레드삭스는 조지 듀몬트, 빌 제임스, 불릿 조 부시 등의 투수진에 의존하고 있었다. 이러한 상황이 되자 5월 말에는 페녹 스스로가 배로 감독이 자신에게 했던 약속을 지키지 않는다면 팀을 떠나야 한다는 두려움에 휩싸일 수밖에 없었는데, 오히려 배로 감독은 메모리얼 데이 이후로 비로소 페녹을 주전으로 기용하기 시작했다. 그 결과 이해 시즌을 219이닝 16승 8패, 2.71의 평균자책점의 성적으로 마무리할 수 있었다. 1920년 시즌에는 레드삭스의 3선발이자 실질적인 팀의 에이스 역할을 했다. 그러나 1922년 시즌에는 10승 17패와 함께 아메리칸 리그 1위에 해당하는 7개의 폭투를 기록했고, 뉴욕 양키스는 레드삭스 구단과 페녹을 데려오기 위한 협상을 시작했다. 그리고 오프시즌에 양키스 구단은 놈 맥밀런, 조지 머리, 캠프 스키너를 레드삭스로 보내는 대신에 페녹을 데려오는 트레이드를 단행했다.

### 뉴욕 양키스
1923년 시즌, 허브 페녹은 19승 6패를 기록하며 .760의 승률로 이 부문 아메리칸 리그 (AL) 1위에, 다승 부문 6위에 올랐다. 소속팀 뉴욕 양키스는 그해 월드 시리즈에 진출해 뉴욕 자이언츠와 맞붙었으며, 페녹은 10월 11일 치러진 2차전 경기에 선발 등판해 승리하면서 자이언츠의 연승 행진을 8에서 멈춰 세웠다. 이어 4차전에도 구원 등판해 소속팀 양키스의 승리를 지켜내면서 세이브를 따냈으며, 하루 쉬고 등판한 6차전에서도 선발 등판해 승리를 거두면서 뉴욕 양키스의 첫 월드 시리즈 우승을 매듭지었다. 빌리 에반스 심판은 이러한 그의 활약을 두고 "내가 지금껏 보아온 것 중 최고의 투구 퍼포먼스"라고 일컬었다.
1924년 시즌, 페녹은 21승 9패, 2.83의 평균자책점과 더불어 커리어 하이인 101탈삼진을 기록해, 다승 부문에서 월터 존슨에 이어 AL 2위, 평균자책점 부문에서 월터 존슨과 톰 재커리에 이어 AL 3위, 탈삼진 부문에서 월터 존슨, 하워드 엠케, 팀 동료 밥 쇼키에 이어 AL 4위에 이름을 올렸다. 1925년 시즌에는 277이닝을 투구하며 1.220의 WHIP만을 기록하며 두 부문에서 AL 1위에, 평균자책점 부문에서 스탠 코벨레스키에 이어 AL 2위에 이름을 올렸다. 1926년 시즌에는 커리어 하이인 23승을 기록하며 다승 부문에서 조지 울레에 이어 AL 2위에 이름을 올렸고, WHIP (1.265)과 9이닝당 볼넷 (1.453) 부문에서는 AL 1위를 차지했다. 이해 정규 시즌 말미에 《스포팅 뉴스》는 페녹을 두고 "메이저 최고의 좌완 투수"라 일컬었다. 이해 시즌 소속팀 뉴욕 양키스는 월드 시리즈에 진출해 세인트루이스 카디널스와 맞붙었고, 페녹은 시리즈 1차전과 5차전에서 승리를 따냈다. 7차전에도 팀의 시리즈 마지막 투수로 구원 등판했지만 결과적으로 시리즈 우승은 카디널스에게 넘어가고 말았다.

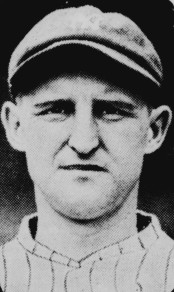
1927년경의 허브 페녹.

1927년에 다시 월드 시리즈에 진출한 뉴욕 양키스의 상대는 피츠버그 파이리츠였다. 시리즈 3차전에서 허브 페녹은 파이리츠를 상대로 8회까지 단 1개의 안타만 내주면서 완투승을 기록했으며, 이러한 활약을 지켜본 팀 동료 베이브 루스는 찬사를 아끼지 않았다. 양키스는 이 시리즈를 스윕하면서 우승을 차지했다. 1928년 시즌에는 그해 8월 12일 보스턴 레드삭스를 상대로 3피안타 완봉승을 기록한 이후 팔 부상으로 인해 남은 시즌은 물론 1928년 월드 시리즈까지 뛰지 못했다. 하지만 이해 시즌 5개의 완봉승과 0.085의 9이닝당 피홈런을 기록하며 두 부문 AL 1위에 이름을 올렸으며, 또한 2.56의 평균자책점으로 갈런드 브랙스턴에 이어 AL 리그 2위를, 17승으로 다승 부문 AL 8위를 했다. 한편 페녹이 없는 양키스의 선발투수진은 "세 줄만 있는 우쿨렐레"라는 이야기를 듣기도 했지만, 월드 시리즈에서 카디널스를 만나 결과적으로 2년 연속 우승을 거두었다.
1929년 시즌부터는 페녹 자신의 투구의 질이 떨어지고 투구 시간이 감소하게 됨을 목도해야 했다. 이때부터 은퇴하기 전까지 189이닝을 넘긴 시즌이 없었으며 평균자책점도 계속해서 4점 대 이상을 기록했으며, 1929년과 1930년에는 신경염을 앓는 등 어려운 시간을 보냈다. 한편 1929년 시즌 중에 개인 통산 200승을 달성하면서 메이저 리그에서 이 기록을 달성한 세 번째 좌완투수가 되었다. 1930년과 1931년 시즌에는 각각 1.151, 1.426의 수치로 9이닝당 볼넷 부문 AL 1위에 이름을 올렸다. 1932년 월드 시리즈에서는 4이닝 동안 구원 등판해 2세이브를 기록했다. 미국야구기자협회 뉴욕 지부는 그해 올해의 선수로 페녹을 선정했다.
대부분 구원투수로 등판했던 1933년 시즌에는 23경기에서 7승 4패를 기록했다. 시즌 후인 1934년 1월 6일에 양키스 구단은 페녹을 기리는 만찬회를 여는 동시에 그에게 방출을 통보했다.

### 보스턴 복귀
양키스에서 방출된 지 2주가량 지난 시점에, 허브 페녹이 애슬레틱스에서 뛰던 시절의 팀 동료이기도 했던 보스턴 레드삭스의 에디 콜린스 단장은 페녹과 계약을 맺었다. 메이저 리그에서의 마지막 시즌이었던 이해 페녹은 레드삭스에서 주로 구원 투수로 뛰었다.
허브 페녹은 241승 162패, 3.60의 평균자책점으로 메이저 리그 경력을 마무리했다. 월드 시리즈 경기에는 다섯 차례 출전했는데, 그 중 한 번은 필라델피아 애슬레틱스 소속으로, 네 번은 뉴욕 양키스 소속으로 뛰었다. 월드 시리즈 통산 성적은 5승 무패, 3세이브로 잭 쿰스에 이어 두 번째로 월드 시리즈에서 5승을 쌓은 투수였다. 필라델피아 애슬레틱스의 코니 맥 감독을 포함해 많은 이들이 페녹이 역대 가장 위대한 좌완 투수 중 한 명이었다고 평했다.

## 은퇴 이후의 경력
1935년 시즌 시작 전에 허브 페녹은 보스턴 레드삭스의 팜팀인 피드먼트 리그의 샬럿 호네츠의 단장이 되었다. 다음해인 1936년에는 레드삭스 1군으로 돌아와 조 크로닌 감독 아래에서 1루 및 투수 코치를 맡아 1938년까지 보직을 수행했다. 1939년에는 빌리 에반스의 지시를 받아 보스턴의 마이너 리그 시스템의 보조 관리자가 되었으며, 1940년 시즌 후반부터는 에반스의 뒤를 이어 마이너 리그 운영 관리자가 되었다.
1943년 12월, 필라델피아 필리스의 새 구단주 R. R. M 카펜터 주니어는 코니 맥의 추천을 받고서 단장으로 페녹을 선임했다. 카펜터 구단주는 페녹과 종신 계약을 맺었으며, 페녹은 구단주가 1944년 제2차 세계 대전으로 징집된 당시 구단주의 업무를 대행하기도 했다. 페녹 단장은 팀명을 '블루제이스'(Blue Jays)로 변경했으며(1949년 시즌 이후 원상 복귀된 일시적 조치였다), 커트 시몬스, 윌리 존스 등의 선수들을 일컫는 위즈 키즈들에게 1백만 달러(오늘날 화폐 가치로 14,701,323달러)를 투자했고, 이들은 1950년에 내셔널 리그 우승을 하는데 공헌했다. 또한 페녹은 야구 역사상 최초로 팬들이 직접 팀에게 피드백을 전달할 수 있도록 하는 '관중석 감독 클럽'(Grandstand Managers Club)을 만들었으며, 보너스 룰의 폐지를 옹호했다.
페녹은 야구에서의 인종 통합에 대하여 부정적인 입장이었다. 1947년에 재키 로빈슨이 브루클린 다저스와 계약을 했을 당시, 페녹은 필라델피아에서의 다저스와의 시리즈 경기가 있기 전 다저스의 브랜치 리키 회장에게 전화해 "그 깜둥이를 다른 팀원들과 함께 여기로 데려오지 말라."고 말했다. 더 나아가 로빈슨이 경기를 뛴다면 1947년 시즌 필리스와 다저스 사이의 경기를 보이콧하겠다고 협박하기까지 했다.
그런데 인종차별에 대한 의혹에 관하여 2016년에 출판된 키스 크레이그의 책 《허브 페녹: 야구의 결점 없는 투수》(Herb Pennock: Baseball's Faultless Pitcher)를 통해 반론이 제기되었다. 페녹이 리키에게 전화를 걸었다는 이야기의 유일한 출처는 1976년에 발간된 해럴드 패럿의 《The Lords of Baseball》이다. 여기서 패럿은 연장선(extension line)을 통해 페녹과 리키와의 대화를 들었다고 주장했는데, 실제로 당시에는 연장선이 존재하지 않았다고 한다. 또한 재키 로빈슨은 이 통화의 당사자가 페녹이 아니라 카펜터라고 말했었다. 더 나아가 크레이그는 이 책에서 1930년대에 페녹과 그의 부인이 학대하는 남편을 피해 도망친 한 흑인 여성을 보호해주었고, 그 여성은 남은 삶을 페녹의 가족들과 함께 살다가 사망 후 페녹의 무덤 옆에 묻혔다고도 이야기했다.
1948년, 페녹은 자신의 54번째 생일이 되기 일주일 하고도 4일 전에 월도프 애스토리아 뉴욕의 로비에서 뇌출혈로 인해 쓰러졌고, 미드타운 병원으로 이송된 뒤에 사망 선고를 받았다. 쓰러지기 전까지만 해도 매디슨 스퀘어 가든에서 열리는 권투 경기를 보기 위해 친구들을 초대하기도 하는 등 건강해보이는 상태였다.

## 평가
1944년 4월 30일, 허브 페녹의 고향인 케넷 스퀘어에서 그를 기리는 행사인 '허브 페녹 데이'가 열렸다. 1948년, 페녹이 사망한 지 몇 주 지나지 않아 그가 미국 야구 명예의 전당에 헌액된다는 사실이 발표되었다. 1998년, 페녹을 기리기 위해 케넷 스퀘어에서 동상을 건립하려는 시도가 야구에서의 인종차별을 옹호했던 그의 과거가 문제시되어 무산되었다.
페녹의 선수 시절 팀 동료였던 프레드 하이마흐는 그를 두고 자신이 아는 가장 영리한 야구 선수라고 이야기했다. 1981년, 로런스 리터와 도널드 호니히는 그들의 저서인 《역대 가장 위대한 야구 선수 100》(The 100 Greatest Baseball Players of All Time)에서 페녹을 포함시켰다. 1984년 페녹은 인터내셔널 리그 명예의 전당에 헌액되었다. 저명한 야구 사진작가 찰스 M. 콘런은 그가 가장 좋아했던 피사체 중 하나로 페녹을 꼽았다.

## 개인적인 삶
허브 페녹의 별명은 "케넷 스퀘어의 대지주"(the Squire of Kennett Square)였다. 페녹은 1915년 10월 26일 소꿉친구의 여동생이자 고등학교 시절 연인이었던 에스터 M. 프렉(Esther M. Freck)과 결혼했다. 부인 에스더는 종종 스프링 트레이닝에서 모습을 보이거나 시즌 동안에 남편이 있는 선수단과 동행하기도 했다. 부부 사이에는 딸 제인(Jane, 1920년생)과 아들 조(Joe, 1925년생)이 있었으며, 제인은 나중에 에디 콜린스 주니어와 결혼했다. 페녹은 양키스 시절 브롱크스의 그랜드 콩코스에 있는 아파트를 임차해 양키스 홈 경기가 있는 날이면 아내와 아이들이 그곳에서 머물 수 있도록 했다.
페녹은 말타기를 즐겨했다. 모피를 얻기 위해 수렵견과 은여우도 길렀고, 자신의 농장에서 꽃과 채소도 재배했다.

## 같이 보기
- 미국 야구 명예의 전당의 헌액자 목록